# 木紋龜
木紋龜（学名：Rhinoclemmys pulcherrima；英文名：Painted wood turtle），又名麗環木紋龜，为木紋龜屬下的一種龜，本種其下有四種亞種。

## 亞種
- R. p. incisa 宏都拉斯木紋龜

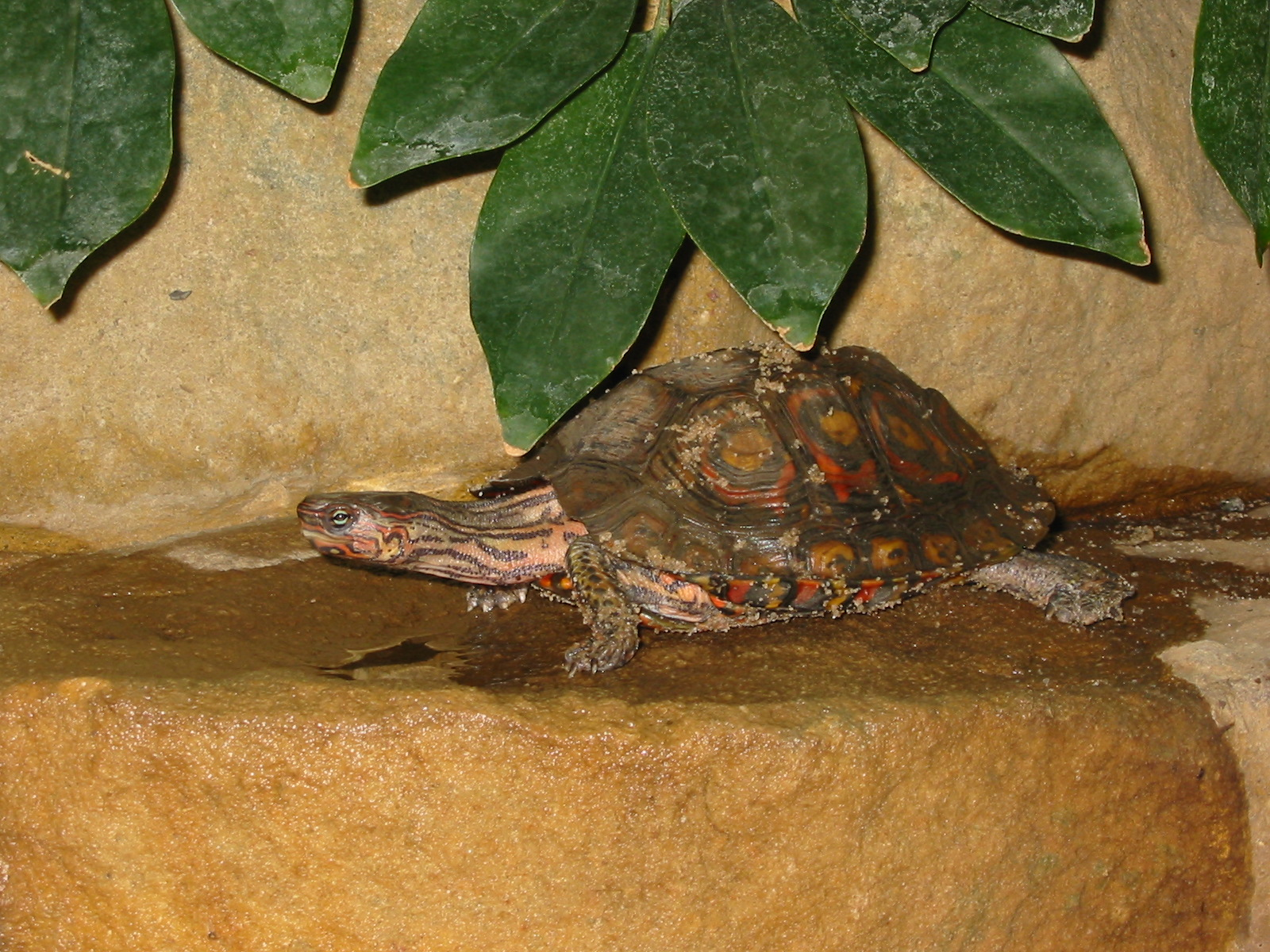
R. p. manni

分佈於薩爾瓦多、危地馬拉、尼加拉瓜、洪都拉斯、墨西哥南部 
- R. p. manni　南美木紋龜 （油彩木紋龜）

分佈於尼加拉瓜南部的哥斯達黎加
- R. p. pulcherrima　奎瑞洛木紋龜

墨西哥特有的亞種，分佈於墨西哥格雷羅州及瓦哈卡州
- R. p. Rogerbarbouri 墨西哥木紋龜

墨西哥特有的亞種

## 特徵

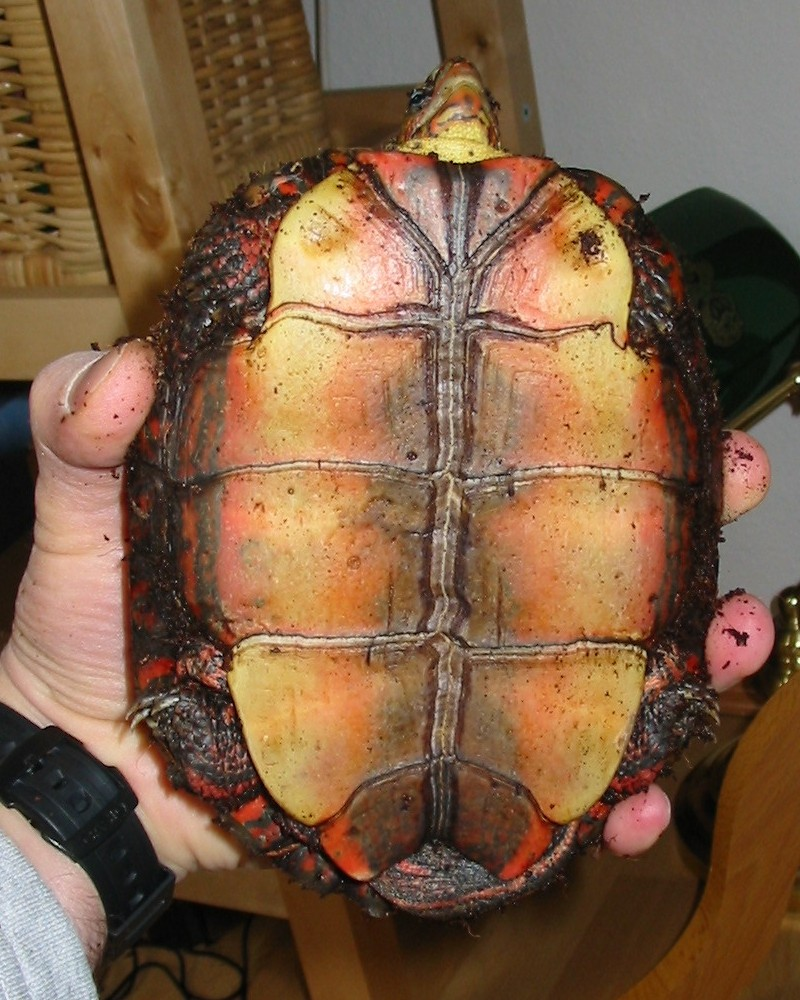
南美木紋龜腹甲的條紋

南美木紋龜最大可生長至20厘米長，各種的腹甲也會有一條連續的中線，趾甲之間無蹼，皮膚亦有紅色條紋。
- 洪都拉斯木紋龜

背甲呈圓頂狀，其中包含一條紅色條紋及眼狀斑點，成年後會變為灰褐色甚至消失，四肢則為紅色。 
- 南美木紋龜

背甲呈圓頂狀，比其他亞種為高。背甲有眼狀斑點、紅色條紋，四肢亦有紅色條紋分佈。 
- 墨西哥木紋龜

背甲是平的，甲殼顏色是呈棕褐色，甲板上斑點和黑點，亦有1-2枚紅斑及一些黃色斑紋。背甲和腹甲顏色的縫為橙紅色，四肢則為紅色。

## 生境
南美木紋龜生活於森林中的河流或灌木叢。雖然大多在陸地生活，但亦可以在淺水中樓生。 
雜食性動物，會吃水果、昆蟲 、節肢動物 、蚯蚓。 

## 繁殖
卵生形式繁殖，雌龜一次可下3-5隻蛋。 蛋在初期的階段的低溫環境下可休眠，並可在低溫環境下休眠一段時間，當溫度回復便可繼續進行正常孵化。 

## 人工飼養
木紋龜可作為寵物飼養，它已被進口到亞洲各地區，如日本、台灣、中國。 南美木紋龜為當中最常見的，宏都拉斯木紋龜等亞種則較少在寵物市場中遇到。牠們會進食人工飼料，同時亦會進食植物飼料。